# Savijärvi (Lieksa, Norra Karelen, Finland)
Savijärvi eller Suuri Savijärvi är en sjö i Finland. Den ligger i kommunen Lieksa i landskapet Norra Karelen, i den centrala delen av landet, 500 km nordost om huvudstaden Helsingfors. Savijärvi ligger 151,2 meter över havet. I omgivningarna runt Savijärvi växer i huvudsak barrskog. Den är 18,5 meter djup. Arean är 1,95 kvadratkilometer och strandlinjen är 15,77 kilometer lång. Sjön  ingår i Vuoksens huvudavrinningsområde. 